# بيني هوفس
بيني هوفس (بالهولندية: Ben "Bennie" Hofs)‏ هو لاعب كرة قدم هولندي، ولد في 2 نوفمبر 1946 في آرنم في هولندا، وتوفي بنفس المكان في 4 يونيو 2017 بسبب مرض دموي. لعب مع فيتيسه آرنهم.